# Heikki Klaavuniemi
Heikki Eero Antero Klaavuniemi-Odelsheim, tidigare Klaavuniemi, född 23 juli 1983 i Trollhättans församling, Älvsborgs län, är en svensk politiker. Han är kommunfullmäktiges ordförande i Munkedal sedan 2018. Mellan 2014 och 2022 var han regionråd tillika Sverigedemokraternas gruppledare i Västra Götalandsregionen. Inför mandatperioden 2022-2026 fick Heikki inte förnyat förtroende som regionråd och gruppledare. Istället utsågs Håkan Lösnitz och Jonas Eriksson till ny gruppledare respektive vice gruppledare tillika regionråd.
Klaavuniemi har även varit ledamot av Sverigedemokraternas partistyrelse.[källa behövs]